# الزبير بن أحمد الزبيري
أبو عبد الله الزبير بن أحمد بن سليمان بن عبد الله بن عاصم بن المنذر بن الزبير بن العوام الزبيري الأسدي القُرشي البصري، (توفي عام 317 هـ-929)، محدث وفقيه وأديب ونسابة. كان شافعي المذهب، وألف كتباً كثيرة في الفقه الشافعي والحديث النبوي، وهو من ذرية الصحابي الزبير بن العوام.

## نسبه
هو أبو عبد الله الزبير بن أحمد بن سليمان بن عبد الله بن عاصم بن المنذر بن الزبير بن العوام بن خويلد بن أسد بن عبد العزى بن قصي بن كلاب بن مرة بن كعب بن لؤي بن غالب بن فهر بن مالك بن النضر بن كنانة بن خزيمة بن مدركة بن إلياس بن مضر بن نزار بن معد بن عدنان، يلتقي نسبه مع النبي محمد في جده قُصي بن كلاب.

## سيرته
كان في زمانه إمام أهل البصرة وكبيرهم ومدرسهم، وإضافة لهذا كان حافظاً من حفاظ المذهب الشافعي، وله مساهمات كثيرة في علوم الحديث والأدب والأنساب رغم أنه أعمى. وكان عارفاً بالقراءات وقد تلاها على عددٍ من العلماء، وهم ؛ روح بن قرة، ورويس، ومحمد بن يحيى القطعي. ومن ناحية الحديث فقد ترحل إلى بغداد لأجله وفيها حدث عن؛ داود بن سليمان المؤدب، ومحمد بن سنان القزاز، وإبراهيم بن الوليد الجشاش، وأبو داود. وقد تتلمذ على يديه الكثير، وكان أشهرهم؛ أبو بكر محمد بن الحسن بن زياد النقاش، وعمر بن بشرا السكري، وعلي بن محمد بن لؤلؤ الوراق، وعلي بن هارون السمسار، ومحمد بن عبد الله بن بخيت الدقاق.
وعده العلماء ثقة صحيح الرواية، وقال عنه الذهبي: «العلامة، شيخ الشافعية...وكان من الثقات الأعلام»، وقال عنه تاج الدين السبكي: «الإمام الجليل...كان إماماً حافظاً للمذهب عارفاً بالأدب خبيراً بالأنساب». وله الكثير من الكتب، وهي:
- كتاب الكافي في الفقه
- كتاب النية
- كتاب ستر العورة
- كتاب الهداية
- كتاب الاستشارة والاستخارة
- كتاب رياضة المتعلم
- كتاب الإمارة
- كتاب المسكت
- كتاب الجامع في الفقه
- كتاب مختصر الفقه
- كتاب الفرائض
- شرح الإيمان والإسلام وذكر الفرق والرد عليهم أو (اعتقاد أبي عبد الله الزبيري)